# Rudolf Marek (výtvarník)
Rudolf Marek (23. ledna 1932 v Táboře – 30. března 1999, Montréal) byl česko-kanadský výtvarník a keramik.

## Život
Rudolf Marek prožil celé dětství a rané mládí v Plané nad Lužnicí, kde jeho rodiče Rudolf a Marie úspěšně provozovali hotel Lužnice, který byl ve své době od konce dvacátých let oblíbenou destinací mnoha návštěvníků.
Po obecné a měšťanské škole v Plané nad Lužnicí nastoupil na obchodní akademii v Táboře, což však nevyhovovalo jeho svébytně individualistické povaze. Jeho prospěch byl celkově špatný, ale profesor kreslení si všiml Rudolfova výtvarného nadání. Na jeho radu Rudolf po roce, kdy pracoval v porcelánce v Karlových Varech, nastoupil na keramickou školu v Bechyni. Zde pod vedením profesora Dobiáše staršího vystudoval v letech 1949-1952 obor modelářský. Poté navázal studiem na UMPRUM v letech 1952–1958, nejprve v ateliéru Jana Kavana a později v ateliéru keramiky a porcelánu Otto Eckerta.
Po absolvování studia byl Rudolf Marek přidělen do Teplic, kde vytvářel návrhy na sanitární keramiku – vany, umyvadla, WC.
„Kasárenský“ způsob života a práce v Teplicích mu však nevyhovoval, a tak se stal svobodným umělcem. První výstavu se mu podařilo uskutečnit ve foyer Divadla Na zábradlí, kde mu ochotně pomáhal tehdejší kulisák a pozdější prezident Václav Havel. Později následovaly další výstavy. Působil také jako výtvarník v Divadle Viola.
Vzhledem k celkové nespokojenosti opustil Rudolf Marek Československo 18. září 1967 na zájezdu na Světovou výstavu EXPO v Montréalu. Žil v podnájmu ve starém Montréalu, kde později zakoupil dům, ve kterém měl i atelier a prodejní galerii s keramikou pod názvem L’atelier de Prague. Československo opět navštívil až v roce 1991.

## Výstavy před emigrací
- Divadlo Na zábradlí (leden 1962)[6][2]
- Galerie na Národní třídě (č. p. 46) v Praze (30. srpna 1963)
- Botanická zahrada v Praze (1965)[7]
- Dům kultury ČSSR v Lodži (20. prosince 1965)